# Штейн Григорій Аркадійович
Штейн Григорій Аркадійович (19 травня 1939 року в м. Донецьк — 14 січня 2024) — директор Донецького ліцею «Колеж», доцент кафедри економічної теорії Донецького національного технічного університету, кандидат економічних наук, відмінник народної освіти України (1975), заслужений працівник народної освіти України (1994), почесний громадянин Європи, ЮНЕСКО (1997), професор (1999) академік Американської Академії Наук (2002) .

## Життєпис
Григорій Аркадійович Штейн народився 19 травня 1939 року в м. Донецьк. Філолог за освітою. Закінчив Харківський державний університет (1963), Донецький державний технічний університет (1994).  
У 1990 році заснував в Донецький престижний ліцей "Колеж" на базі Ворошиловського навчально-підприємницького комбінату і був до 2017 р. його директором. Відкрито висловлював серед учнів свою позицію щодо подій Російсько-української війни 2014-2017 рр.
У зрілому віці навчався на економічному факультеті Донецького технічного університету. 1997 року захистив кандидатську дисертацію з економічних наук за темою «Іноваційний підхід до управління підготовкою кадрів для ринкової економіки». Доцент кафедри економічної теорії Донецького національного технічного університету. Член Вченої ради Донецького національного технічного університету . У 1999 році Штейнові надано звання професора .
Депутат Ворошиловської ради в Донецьку. Член національної консультативної ради в Правлінні Української євангельської теологічної семінарії .
Краєзнавець, засновник та автор серії художньо-публіцистичних книг «Життя видатних людей Донбасу». У цій серії вийшли книги Григорія Штейна про народних артистів України Петра Ончули, Раїси Колесник, Валентини Землянської, Аліни Коробко. 17 листопада 2010 року в Донецькій обласній науковій бібліотеці ім. Крупської відбувся творчий вечір автора, презентація книг серії «Пісні душі моєї», «Голос віддаю людям», «Солов'їні далі», «Тарас Микитка — видатний український диригент» і «Свята до музики любов», а також книжкова виставка, присвячена творчості Григорія Штейна .

## Погляди
Зазнав гонінь з боку терористичного угруповання «ДНР» за проукраїнські висловлювання. Учні записали приховане відео із ймовірно голосом Штейна, який критикує ДНР та російську владу за війну на Донбасі проти України. Проте згодом відмежувався від цього відео, заявивши про лояльність до терористів та бажання так званого «Міністерства освіти ДНР» прибрати його з посади..

## Звання та нагороди
- нагороджений нагрудним знаком МОН України відмінник народної освіти України (1975)
- Почесне звання "Заслужений працівник народної освіти України" (1994).
- Почесний громадянин Європи (ЮНЕСКО, 1997)
- Професор (1999)
- Орден Богдана Хмельницького III ступеня
- нагороджений орденом святого Архистратига Михаїла
- академік (2002) Американської академії наук
- диплом Кембриджського університету «2000 видатних інтелектуалів XXI століття» (2003)
- нагороджений орденами маршала Жукова
- нагороджений медаллю «Ветеран праці».

## Родина
Дружина: Галина Штейн — вчителька фортепіано у Волновасі, потім у вечірній музичній школі Донецька.

## Творчий доробок
Штейн Григорій Аркадійович - автор великої кількості наукових і методичних праць. Підготував понад 50 робіт з питань економіки, філософії; творчості Г.С. Сковороди.
Зокрема:
- «Економічна історія України», методичний посібник (2002);
- «Сфера освіти в Україні та Європі в контексті глобалізації» (2006).